# Língua cham
Cham é a língua do povo Cham do Sudeste asiático que foi antigamente a língua do reino Champa no centro do hoje Vietnã. Faz parte do ramo das línguas malaio-polinésias da família das línguas austronésias, sendo falada por 204 mil pessoas no Camboja e 80 mil no Vietnã. Há falantes em menor número na Tailândia e na Malásia. Outras línguas Châmicas são faladas no Camboja e/ou Vietnã, tais como a do povo Raglai, a Rade, a Jarai, a Chru e a Haroi), em Hainan (língua tsat - China) e em Achém, Sumatra Setentrional, a língua achenesa).

## Dialetos
O Cham é dividido em dois dialetos primários. O Cham Ocidente é falado pelos Cham do Camboja, bem como nas províncias vietnamitas adjacentes An Giang e Tây Ninh O Cham Oriental é falado pelos Chams do litoral nas províncias vietnamitas de Bình Thuận, Ninh Thuận e Đồng Nai. As duas áreas onde cham é falado são separadas geográfica e culturalmente. Dentre os numerosos Cham ocidentais a religião predominante é o islamismo (embora alguns cham do Camboja sejam praticantes do Budismo Teravada) e usam uma ou outra das escritas, a árabe ou a versão ocidental da cham. Ethnologue destaca que os dois dialetos não mais são inteligíveis entre si. A tabela a seguir mostra diferenças dialetais que vêm desde o século XIX. 
|                      | Camboja | Vietnã |
| vogais               | vogais  | vogais |
| -------------------- | ------- | ------ |
| criança              | anœk    | anẽk   |
| tomar                | tuk     | tôk    |
| não                  | jvẽi    | jvai   |
| sibilantes           |         |        |
| um                   | sa      | tha    |
| salvar de afogamento | srong   | throng |
| sal                  | sara    | shara  |
| igual                | samu    | hamu   |
| consoante final      |         |        |
| pesado               | trap    | trak   |
| em frente            | anap    | anak   |
| léxicos diferentes   |         |        |
| mercado              | pasa    | darak  |
| ódio                 | amoḥ    | limuk  |

## Gramática

### Formação das palavras
Existem vários prefixos e infixos que podem ser utilizados para derivação de palavras
.
- prefixo pa-: causativo, às vezes dando mais força à palavra
  - thău (saber) → pathău (informar)
  - blẽi (comprar) → pablẽi (vender)
  - bier (baixo) → pabier (baixar)
  - yău (como, conforme) → payău (comparar)
  - jœû (concluir) → pajœû (bem concluído)
- prefixo mœ-: por vezes causativo, muitas vezes indica um estado, posse, reciprocidade.
  - jruu (veneno) → mœjruu (to poison)
  - gruu (teacher) → mœgruu (estudar)
  - téan (ventrey) → mœtéan (gravidez)
  - boḥ (ovo, fruta) → mœboḥ (por ovos, dar fruta)
  - daké (chifre) → mœdaké (ter chifres)
- prefixo ta- or da-: frequentativo
  - galuṇg (girar) → tagaluṇg (girar em torno de si)
  - dâp (esconder-se) → dadâp (costumer esconder-se)
- infixo -n-: formação de substantivo
  - pvâch (falar) → panvâch (a fala)
  - tiêu (remar) → taniêu (remo)
  - dok (viver) → danok (casa, onde se vive)
- infix -mœ-: sem significado
  - payău (comparar) → pamœyău (comparar)

Reduplicação é usada com frequência:
- palẽi, pala-palẽi (país)
- raḅaḥ, raḅaḥ-raḅœp (miséria)

### Sintaxe
A ordem das palavras em Cham é ordinariamente  Sujeito-Verbo-Objeto, sem nenhuma marcação de caso gramatical para distinguir sujeito e objeto:
| Dahlak        | atong | nhu. |
| Eu            | bato  | ele  |
| Eu bato nele. |       |      |

| Nhu              | atong | dahlak. |
| Ele              | bate  | eu      |
| Ele bate em mim. |       |         |

Sujeitos pronominais fictícios são usados às vezes , como ecos do sujeito:
| Inœû hudiêp dahlak                                            | nhu  | atong | adẽi puthang nhu.           |
| a mãe de minha esposa                                         | ela' | bate  | irmã mais nova de se marido |
| "A mãe de minha esposa bate na irmã mais nova de seu marido." |      |       |                             |
Verbos compostos irão se comportar como um verbo inseparável, vindo o objeto depois dele:
| Bloḥ                            | nhu | ḍiḥ dii apvẽi                    | anẽk lakẽi. |
| então                           | ela | deitou ao fogo (i.e.: deu à luz) | filho       |
| "Then she gave birth to a son." |     |                                  |             |
Por vezes , no entanto , o verbo é colocado em frente do objeto :
| Lêk        | dahlak. |
| cair       | eu      |
| "eu caio." |         |
Verbos auxiliares ficam depois de qualquer objeto:
| Nhu                          | ba     | hudiêp nhu | nau. |
| ele                          | trazer | sua esposa | ir   |
| "Ele vai trazer sua esposa." |        |            |      |
Se uma frase contiver mais de um verbo principal, um dos dois terá um significado adverbial
| Nhu                                     | dâp      | klaḥ     | mœtai. |
| ele                                     | esconde' | se evade | morte  |
| "Ela se evadiu da morte se escondendo." |          |          |        |
Os adjetivos vêm depois dos substantivos que eles modificam

| thang             | prong  |
| casa              | grande |
| "uma grande casa" |        |
Se a ordem é invertida, o todo irá se comportar como um termo composto :
| ôrang                   | prong  | shap    |
| pessoa                  | grande | barulho |
| "uma pessoa barulhenta" |        |         |
Frases compostas podem ser formados com a partícula ' 'krung:
| thaa drẽi athău thaa drẽi mœyău              | krung    | aï nhu brẽi kaa nhu |
| o cão e o gato                               | os quais | seu irmão lhe deu   |
| " o cão e o gato os quais seu irmão lhe deu" |          |                     |

| nau tapak                                         | danau | krung   | aï that ikan        |
| ir direto                                         | lago  | no qual | irmão está pescando |
| "vai direto ao lago onde seu irmão está pescando" |       |         |                     |

Também é possível deixar de fora essa partícula, sem mudança de sentido

| Dahlak brẽi athêh nan                                        | kaa va dahlak | ∅      | dok dii palẽi Ram.    |
| I dei este cavalo                                            | ao meu tio    | o qual | mora na cidade de Ram |
| "dei este cavalo ao meu tio, o qual moraq na cidade de Ram." |               |        |                       |
Perguntas são formados com a partícula frase Rei no final

| Anẽk                           | thău | vakhar  | rẽi? |
| criança                        | sabe | escrita | q    |
| "você sabe escrever, criança?" |      |         |      |
Outras palavras de pergunta são ´´in situ’’:
| Hẽû              | nau | hatau? |
| você             | vai | onde   |
| "onde você vai?" |     |        |

## Amostra de texto
((aqui transliterado) sDahlau di bih rai, Pô Lingik pajưng lingik thŏng boh tanưh. Pô Lingik pajưng boh tanưh thŏng ia, min ôh hu chôk, ôh hu patau, ô hu kayau, dok lin-tapin, sup-palup. Bloh bingŭk-yawa Pô Lingik nao ngŏk dalah ia. Pô Lingkk dôm lach: "Ita pajưng hadah-dai". Bloh hu hadah. Pô Lingik b̶ôh brŭk hadah năn siam. Pô nưh hadah tabiăk truh di sup, jưng hu tŭk hadah thŏng tŭk sup. Pô Lingik pangăn hadah năn hray tha.
Português
No princípio Deus criou a Terra. A terra era sem forma e vazia e as trevas cobriam as águas profundas. O espírito de Deus pairava sobre as águas. Então Deus disse: "Haja luz! " E a luz se fez. Deus viu a luz era boa. Então, Deus separou a luz das trevas. Deus chamou a luz de "dia" e à escuridão deu o nome de "noite" E foi a tarde, seguida da manhã, o primeiro dia .
(Genesis 1: 1-5)